# Коллиматор

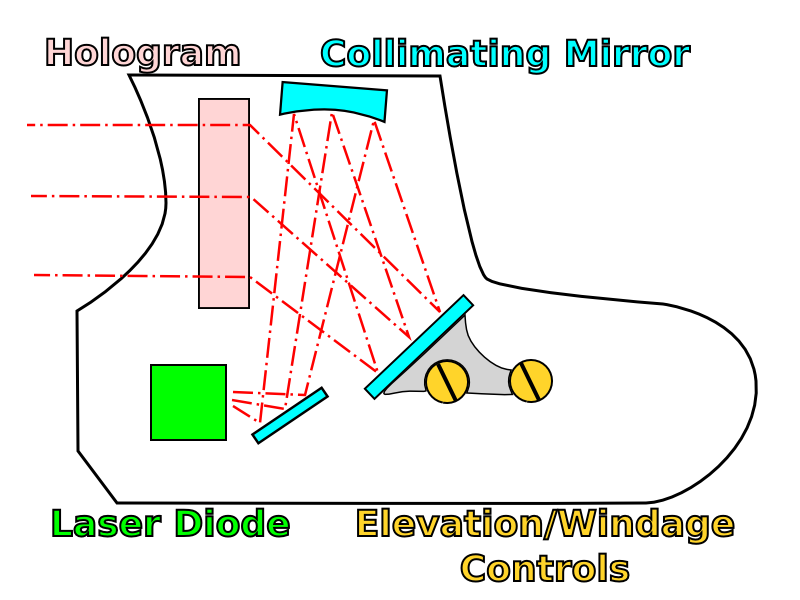
Схема коллиматорного прицела фирмы Eotech

Коллима́тор (от лат. collimo, искажение правильного лат. collineo — «направляю по прямой линии») — устройство для получения параллельных пучков лучей света или частиц.

Простейший оптический коллиматор. Диафрагма (A) расположена в фокусе линзы (L).

## Оптический коллиматор
Оптический коллиматор — это устройство для получения пучков параллельных световых лучей.
Оптический коллиматор состоит из объектива (в простейшем случае вогнутого зеркала), в фокальной плоскости которого помещён источник света малого размера. Наиболее часто таким предметом служит отверстие непрозрачной диафрагмы, например узкая щель постоянной или изменяемой ширины. Относительное расположение объектива и источника фиксируется закреплением их в корпусе (обычно трубообразной формы). Зачернённые изнутри стенки корпуса поглощают лучи, направление которых не совпадает с оптической осью объектива. Неидеальность параллельного пучка, выходящего из коллиматора, обусловлена отличным от точки размером источника и аберрациями объектива. Фокусное расстояние, действующее отверстие и качество исправлений аберраций объектива, а также форма и размеры предмета выбираются в соответствии с назначением коллиматора и условиями его использования.
Коллиматоры применяются, например, в астрономии для выверки больших измерительных инструментов и определения их коллимационной ошибки, в спектральных приборах для получения пучков света, направляемых в диспергирующую систему, в разнообразных измерительных, испытательных и выверочных оптико-механических приборах и прицельных системах. Коллиматор входит в состав автоколлимационных устройств (см. Автоколлиматор, Автоколлимация).

Простейший коллиматор частиц.

## Коллиматор частиц
Коллиматоры для получения приблизительно параллельных пучков ионизирующего излучения (или частиц, вплоть до молекул) представляют собой длинное отверстие с той или иной формой поперечного сечения, проделанное в поглощающем материале. Например, коллиматор гамма- или рентгеновских квантов может быть отверстием в свинцовом поглотителе; коллиматор тепловых нейтронов — отверстием в кадмиевом или борном поглотителе. На одном из концов коллиматора находится источник излучения. Простейшие коллиматоры такого рода могут применяться и в оптике. Когда необходимо получить плоский пучок, применяются щелевые коллиматоры, в этом случае квазипараллельными являются только проекции лучей на плоскость, перпендикулярную плоскости щели.
Широкое применение коллиматоры имеют в ускорителях, для поглощения частиц с большими поперечными импульсами. В протонных или ионных ускорителях, использующих сверхпроводимость, как, например, в LHC, потери частиц пучка при отсутствии коллиматоров могут вызывать повреждение оборудования или просто срывы сверхпроводимости с высвобождением огромной энергии, запасённой в магнитном поле.